# Хриси
Хриси (грч. Χρυσή [] — „златан”; познат и као Гаидурониси, грч. Γαϊδουρονήσι [] — „магареће острво”) је мало ненасељено острво недалеко од југоисточне обале Крита. Најближе значајније место је Јерапетра на Криту, удаљена око 20 km. Посете овом острвцету су временски ограничене како се не би угрозиле ретке животињске врсте које на њему живе.